# Piet Krom

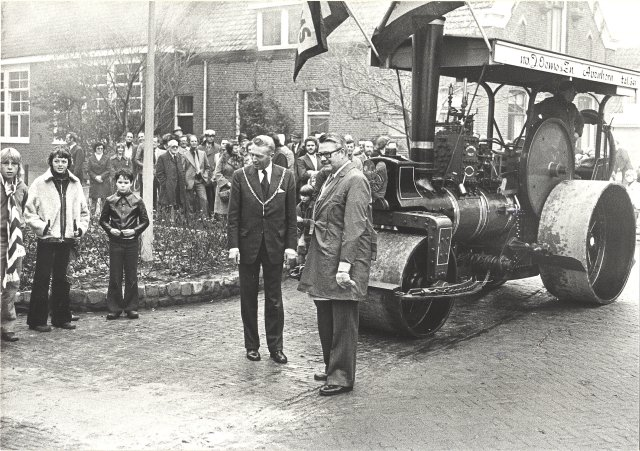
Burgemeester P. Krom met commissaris van de koningin R.J. de Wit (1976)

Pieter (Piet) Krom (Zaandam, 3 april 1913 – 1 februari 2003) was een Nederlands burgemeester.
Hij werd geboren als zoon van Pieter Krom sr. (1876-1953, verfmaler en later gortpeller) en Maria de Boer (1876-1964). 
Hij was waarnemend burgemeester van Abbekerk, voor hij daar in december 1946 de kroonbenoemde burgemeester werd. Vanaf midden 1966 was hij tevens burgemeester van Twisk. In mei 1978 ging hij met pensioen, maar bleef in beide gemeenten aan als waarnemend burgemeester, tot die in 1979 opgingen in de nieuwe gemeente Noorder-Koggenland. Krom overleed begin 2003 op 89-jarige leeftijd.